# Portugalia na Mistrzostwach Świata w Lekkoatletyce 2017
Portugalia na Mistrzostwach Świata w Lekkoatletyce 2017 – reprezentacja Portugalii podczas mistrzostw świata w Londynie liczyła 21 zawodników, którzy zdobyli 2 medale.

## Zdobyte medale
| Medal | Zawodnik       | Konkurencja   | Rezultat | Data        |
| ----- | -------------- | ------------- | -------- | ----------- |
| złoto | Inês Henriques | chód na 50 km | 4:05:56  | 13 sierpnia |
| brąz  | Nelson Évora   | trójskok      | 17,19    | 10 sierpnia |

## Skład reprezentacji
Mężczyźni
| Zawodnik      | Konkurencja        | Preeliminacje | Preeliminacje | Eliminacje | Eliminacje | Półfinał | Półfinał | Finał    | Finał   |
| Zawodnik      | Konkurencja        | Rezultat      | Pozycja       | Rezultat   | Pozycja    | Rezultat | Pozycja  | Rezultat | Pozycja |
| ------------- | ------------------ | ------------- | ------------- | ---------- | ---------- | -------- | -------- | -------- | ------- |
| David Lima    | bieg na 100 metrów | BYE           | BYE           | 10,41      | 37.        | NQ       | NQ       | NQ       | NQ      |
| David Lima    | bieg na 200 metrów | —             | —             | 20,54      | 21. q      | 20,56    | 13.      | NQ       | NQ      |
| Ricardo Ribas | maraton            | —             | —             | —          | —          | —        | —        | DNF      | DNF     |
| João Vieira   | chód na 50 km      | —             | —             | —          | —          | —        | —        | 3:45:28  | 11.     |
| Pedro Isidro  | chód na 50 km      | —             | —             | —          | —          | —        | —        | 4:02:30  | 32.     |

| Zawodnik        | Konkurencja    | Kwalifikacje | Kwalifikacje | Finał | Finał   |
| Zawodnik        | Konkurencja    | Wynik        | Pozycja      | Wynik | Pozycja |
| --------------- | -------------- | ------------ | ------------ | ----- | ------- |
| Diogo Ferreira  | skok o tyczce  | NM           | –            | NQ    | NQ      |
| Nelson Évora    | trójskok       | 16,94        | 6. q         | 17,19 | brąz    |
| Tsanko Arnaudov | pchnięcie kulą | 20,08        | 17.          | NQ    | NQ      |
| Francisco Belo  | pchnięcie kulą | 19,47        | 29.          | NQ    | NQ      |

Kobiety
| Zawodniczka        | Konkurencja           | Eliminacje | Eliminacje | Półfinał | Półfinał | Finał    | Finał   |
| Zawodniczka        | Konkurencja           | Rezultat   | Pozycja    | Rezultat | Pozycja  | Rezultat | Pozycja |
| ------------------ | --------------------- | ---------- | ---------- | -------- | -------- | -------- | ------- |
| Lorène Bazolo      | bieg na 200 metrów    | 23,85      | 39.        | NQ       | NQ       | NQ       | NQ      |
| Cátia Azevedo      | bieg na 400 metrów    | 52,79      | 39.        | NQ       | NQ       | NQ       | NQ      |
| Marta Pen          | bieg na 1500 metrów   | 4:10,22    | 32.        | NQ       | NQ       | NQ       | NQ      |
| Sara Moreira       | bieg na 10 000 metrów | —          | —          | —        | —        | DNS      | DNS     |
| Carla Salomé Rocha | bieg na 10 000 metrów | —          | —          | —        | —        | 32:52,71 | 28.     |
| Filomena Costa     | maraton               | —          | —          | —        | —        | 2:36,42  | 28.     |
| Catarina Ribeiro   | maraton               | —          | —          | —        | —        | DNF      | DNF     |
| Ana Cabecinha      | chód na 20 km         | —          | —          | —        | —        | 1:28:57  | 6.      |
| Inês Henriques     | chód na 50 km         | —          | —          | —        | —        | 4:05:56  | złoto   |

| Zawodniczka     | Konkurencja  | Kwalifikacje | Kwalifikacje | Finał | Finał   |
| Zawodniczka     | Konkurencja  | Wynik        | Pozycja      | Wynik | Pozycja |
| --------------- | ------------ | ------------ | ------------ | ----- | ------- |
| Susana Costa    | trójskok     | 14,35        | 3. Q         | 13,99 | 11.     |
| Patrícia Mamona | trójskok     | 14,29        | 4. Q         | 14,12 | 9.      |
| Irina Rodrigues | rzut dyskiem | 56,98        | 21.          | NQ    | NQ      |

Siedmiobój
| Zawodniczka       | Konkurencja | 100H  | HJ   | SP    | 200 m | LJ   | JT    | 800 m   | Wynik | Pozycja |
| ----------------- | ----------- | ----- | ---- | ----- | ----- | ---- | ----- | ------- | ----- | ------- |
| Lecabela Quaresma | Rezultat    | 13,94 | 1,71 | 13,48 | 25,38 | 5,88 | 36,71 | 2:14,06 | 5788  | 22.     |
| Lecabela Quaresma | Punkty      | 987   | 867  | 759   | 852   | 813  | 604   | 906     | 5788  | 22.     |